# Röchling Volkssturmkarabiner
Röchling Volkssturmkarabiner — опытный образец стрелкового оружия, самозарядный карабин, предназначавшийся для вооружения Фольксштурма. Использовал схему работы с подвижным вперёд стволом и неподвижным затвором.

## Конструкция
Карабин состоял из следующих частей:
- ствольной коробки
- корпуса ударно-спускового механизма (УСМ)
- ударно-спускового механизма
- магазина ёмкостью 5 патронов
- ствола
- кожуха ствола
- возвратной пружины и буфера
- перфорированного кожуха на конце ствола
- ложи
- пистолетной рукоятки

К ствольной коробке цилиндрической формы были приварены корпус УСМ и магазин. Пружина и буфер с поперечными канавками для пружины надевались на ствол. Поверх них надевался кожух. Сборка удерживалась гайкой, крепившейся на конец ствола. Пистолетная рукоятка крепилась к ложе длинным болтом.
Карабин использовал схему работы с подвижным вперёд стволом и неподвижным затвором.
Для взведения оружия следовало потянуть вперёд перфорированный кожух на конце ствола, который тянул за собой ствол. Далее следовало немного повернуть ствол вокруг своей оси, что приводило к его блокировке в крайнем переднем положении. Магазин мог снаряжаться из обойм, после снаряжания обойма удалялась. После снаряжания магазина ствол следовало повернуть в обратную сторону. Ствол возвращался в крайнее заднее положение под действием возвратной пружины. При движении ствола назад  происходил захват патрона и подача его в патронник. При выстреле ствол перемещался вперёд под действием пороховых газов и сопротивления пули в нарезах, при этом сжималась возвратная пружина. Когда ствол доходил до крайнего переднего положения, экстрактор извлекал стреляную гильзу. После вылета пули из канала ствола давление пороховых газов снижалось и возвратная пружина возвращала ствол в заднее положение. При этом выбрасыватель удалял стреляную гильзу, а из магазина в патронник подавался следующий патрон. Ударно-спусковой механизм — самовзводный (двойного действия), большое усилие спуска устраняло необходимость в предохранителе. Прицельные приспособления состояли из стоечного целика и мушки. Деревянные части были выполнены из бука. В конструкции карабина были использованы многие части винтовки Röchling Volksgewehr.

## Названия
Существует некоторая путаница с названиями карабина. В литературе встречается под обозначениями Heissische Industrie-Werke Volkssturmkarabin (HIW VSK), Heissische Industrie-Werk Selbstladekarabiner, Röchling Volkssturmkarabiner, Coenders Volkssturmkarabiner и Volkssturm Experimental Semi Automatic Carbine Cal. 7.92 mm Short. Разница в названиях вызвана тем, что Август Коэндерс являлся конструктором карабина, а изготавливался он на предприятии Röchling Eisen-und Stahlwerke. Кроме того, 12 августа 1944 года компания Röchling Eisen-und Stahlwerke GmbH была перерегистрирована под названием Heissische Industrie-Werke.